# 美國西岸

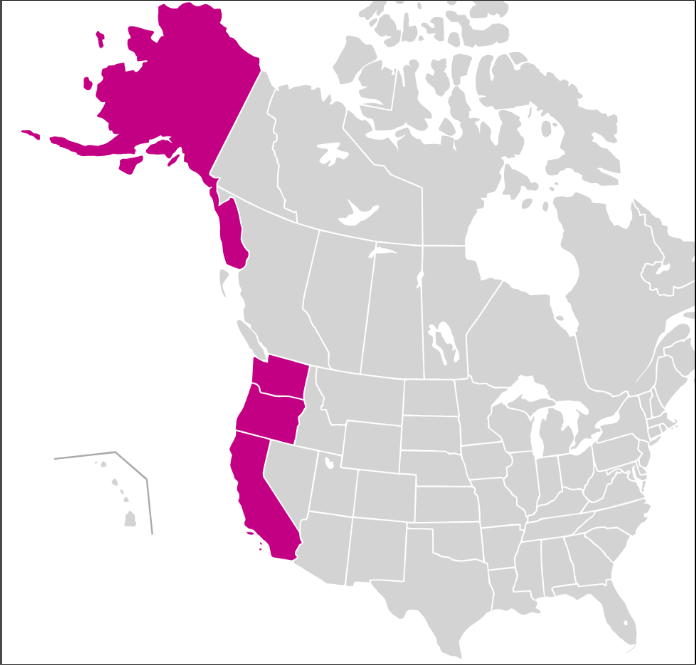
美洲西岸的定義有多種說法。以實色表示的州份通常被視為西岸的一部份；塗上斜條的州份的全部或部分可能包括或不包括在內。

美国西岸，也称为美国西海岸（英語：West Coast、Western Seaboard或Pacific Seaboard），是指美国位於太平洋沿海岸的州，一般包括華盛頓州、俄勒岡州和加利福尼亞州，廣義上亦包括阿拉斯加州。
雖然內華達州和亞利桑那州是內陸地區、不靠海，但它們有時被視為靠近太平洋，在經濟和文化上接近加利福尼亞州。此外，夏威夷州不是位于美國本土，但是被視為西岸的一部分，因為它們位於太平洋。根據不同的定義，2005年西岸的人口在4500萬至5500萬之間。這裡包含有洛杉磯、三藩市、西雅圖、拉斯維加斯、凤凰城、聖地牙哥、波特兰等國際級都市。
昔日西岸也被稱為“The Coast”（可能源於東北部）。
另一種戲謔的叫法“Left Coast”（左岸）為一語雙關，指的除了是西岸在美國地圖上位於左方，也指當地的政治氣氛比美國其他地區更傾向開放及自由派，西岸與美國東北部一樣，民主黨的支持者較多。當地人被賦予一種友善、開放、隨意、熱愛自由的性格，但同時帶點輕浮，而且緊張自然的體型。加州常被視為本地區的核心。